# Jacinto Morán de Butrón
Jacinto Basilio Morán de Butrón (Guayaquil, Provincia de Quito, Imperio español, 9 de mayo de 1668 - Ibídem, 6 de mayo de 1749) fue un religioso jesuita, filósofo, historiador y escritor nacido en el actual territorio de Ecuador.

## Biografía y obra
Hijo de los españoles Jacinto Morán de Butrón y Ponce de León -procurador general del Cabildo de Guayaquil- y de la Sra. María Ramírez de Guzmán. Tataranieto por el lado materno de los conquistadores y fundadores de Guayaquil Martin Ramírez de Guzmán y Rodrigo Pérez de Guzmán. Sus primeros estudios los realizó en el convento de Santo Domingo de su ciudad natal, y cuando tenía dieciséis años de edad viajó a Quito para ingresar a la Compañía de Jesús, donde se destacó por su notable y despejada inteligencia, tanto en los estudios como en las tareas que le imponía su estado religioso.
En 1695 fue nombrado procurador de Ibarra, y profesor de Filosofía en la Universidad Pontificia de San Gregorio Magno.
En 1712 pasó a Popayán, de vicerrector, y en 1712 regresó a Quito como predicador. En 1713 fue acusado de haber sido autor de un pasquín burlesco contra “los padres chapetones”, que apareció fijado en las paredes de Quito, que indignó al general jesuita. Morán de Butrón se defendió, pero las sospechas siguieron hasta que en 1726, Sierra, el más agraviado en ese papel, entonces ya asistente del general, pidió que se sobreseyese el enojoso asunto.
Desde el año 1726 vivió en Guayaquil, donde permaneció hasta el final de sus días. Fue famoso por sus elocuentes y sabios sermones pronunciados en la iglesia de Santo Domingo. En esa ciudad falleció el 6 de mayo de 1749.

### Biografía de Mariana de Jesús

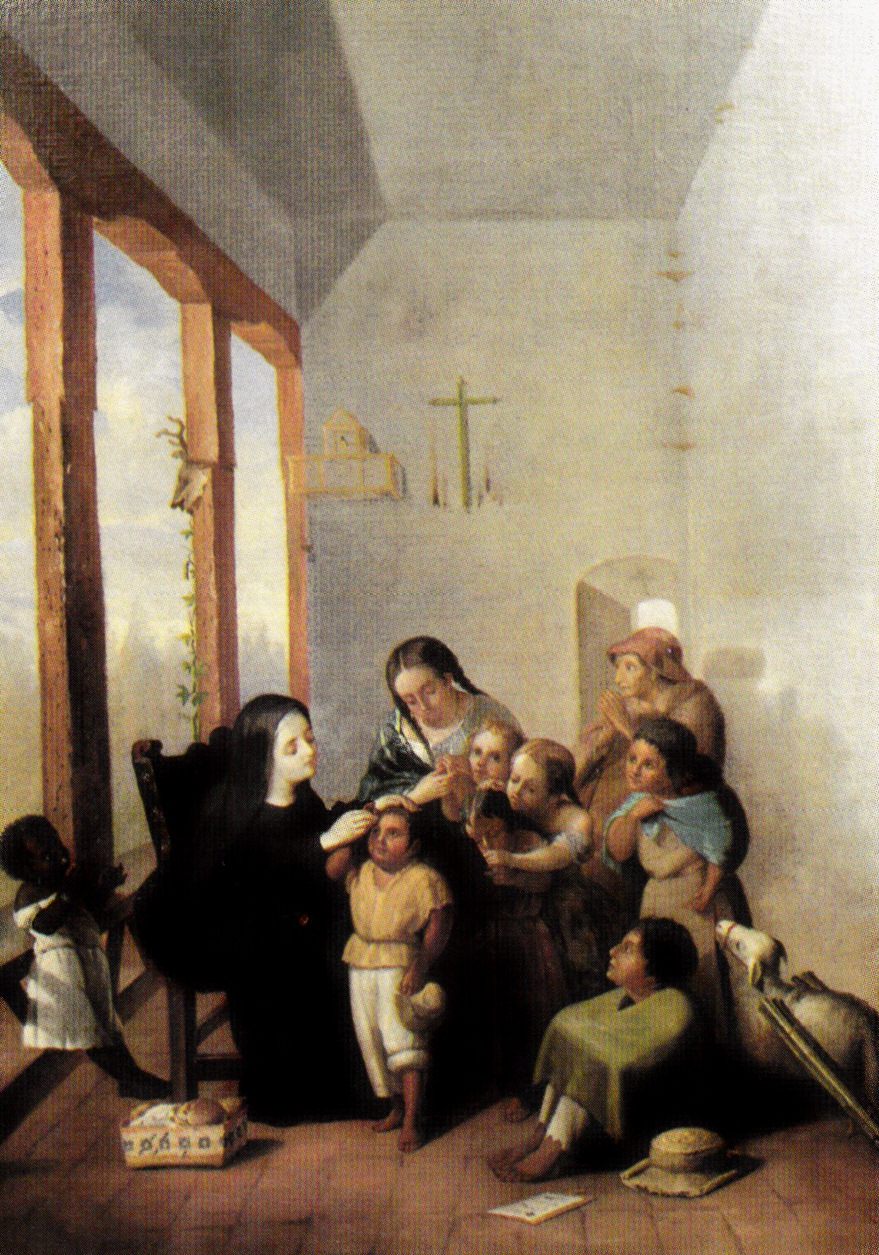
Santa Mariana catequista - por Joaquín Pinto

En esos años de su defensa fue rector del colegio de Panamá, y en 1719 regresó a Quito. Y volvió a trabajar en su gran obra, la vida de Mariana de Jesús, para su publicación en Madrid. El manuscrito había tenido mala fortuna: en Lima sólo se logró publicar un compendio, en 1702, y el enviado a España en 1706 se había perdido en un asalto de piratas a la nave que lo llevaba. Finalmente aparecería en 1724 bajo el títutlo de la Vida de la Venerable Virgen Mariana de Jesús, la cual fue encargada por el padre Altamirano, visitador de la provincia, en 1695. Esta obra constituía el mayor orgullo para la Orden jesuita. Le fueron entregados unos cuadernos que había comenzado ya a escribir otro jesuita, el padre Alcocer, que había sido confesor de la virgen quiteña, además de los procesos canónicos y manuscritos de Mariana. La obra estuvo terminada originalmente en 1699. 

Fue recibida con gran entusiasmo, y sobre ella se dijo:
"La Azucena de Quito, que brotó el florido campo de la Iglesia en las Indias Occidentales de los Reynos del Perù, y cultivó con los esmeros de su enseñanza la Compañía de Jesús, la V. Virgen Mariana de Jesús Paredes de Flores, admirable en Virtudes, Profecías y Milagros significa la mayor cumbre de la prosa barroca quiteña. Hizo de la vida de la joven quiteña rico juego de signos, para drama en que los actores son el mundo y el diablo, lo mundano y el inframundo, con Mariana de Jesús en el centro. Y lo pintó y narró todo con encaprichado estilo. Fue todo tan rico y bello que más tarde los jesuitas encargaron “traducirlo” a una redacción más inteligible, fácil y devota."
El encargo de la obra la cumplió a cabalidad a través de su biografía escrita en cuatro libros, el primero dedicado a su nacimiento y educación, el segundo donde realiza una revisión detallada de las mortificaciones y penitencia que formaba parte de su vida espiritual, el tercero de su virtud, su vida de oración, su fe y milagros, y por último en el cuarto libro detalla su muerte, martirio y sacrificio hasta el final.
Su libro fue ponderado durante el siglo XX a partir de los estudios de Auerlio Espinosa Pólit sobre la vida de Mariana de Jesús. El libro de Butrón fue un precedente importante de la forma en que fue recibida la vida de la santa. El trabajo fue publicado bajo el título de Santa Mariana de Jesús: estudio histórico ascético de su espiritualidad en el año 1975.

### Compendio histórico de la Provincia de Guayaquil

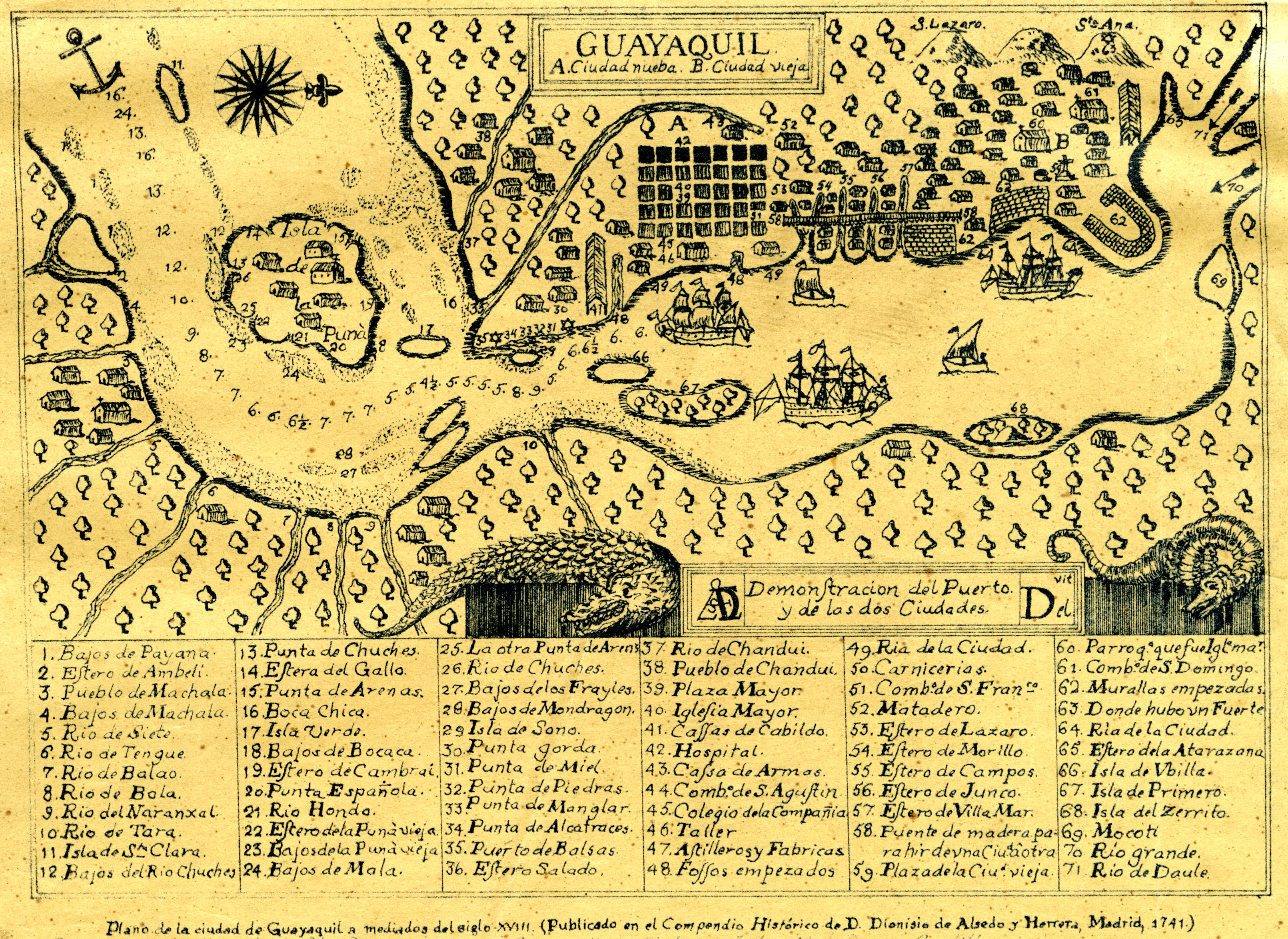
Guayaquil Histórico: Compendio Histórico de la Provincia.

A su pluma pertenece una de los libros más importantes por su contenido historiográfico llamado Compendio histórico de la provincia de Guayaquil, donde desarrolla una descripción de esa ciudad puerto, así como la provincia que la conformaba, que en la actualidad incluiría a Manabí, Portoviejo y Santa Elena, para informar al rey sobre la situación general. La obra es muy completa, aunque breve y tiene reminiscencias con la mucho más extensa obra de Antonio de Alcedo llamada "Diccionario Geográfico-Histórico". No obstante es bastante amplia en los temas que trata en cada capítulo:
- La descripción de la provincia
- Su clima, geografía y recursos naturales
- El gobierno eclesiástico, civil, político y militar
- Descripción de sus astilleros: la excelente calidad de sus maderas
- De los efectos del invierno y las plagas
- Descripción de la punta de Santa Elena y los barcos que llegan allá
- Descripción de la Isla Puná y su naturaleza
- Descripción de Yaguache (actualmente llamado Yaguachi)
- Descripción de Puerto viejo (ahora conocido como Portoviejo)
- Descripción de Babahoyo y sus recursos naturales
- Descripción de Baba y su agricultura
- Descripción de Daule, con estadísticas sobre la real hacienda
- De las invasiones de piratas ingleses y holandeses
- De las propuestas para la fortificación del puerto
- Destitución del Virreinato del Nuevo Reyno (Virreinato de Nueva Granada)

Por esta razón fue un escritor distinguido cuyas obras merecieron el elogio de las autoridades entendidas en las materias que desarrolló. Es además, junto a Pedro de Mercado y Juan de Velasco uno de los tres historiadores importantes que vivieron durante la Real Audiencia de Quito.

### Curso de lógica, física y metafísica
Una característica importante de la escolástica desarrollada durante la primera mitad del siglo XVIII fue refutar con vehemencia a las opiniones contrarias de otras escuelas teológicas y Morán de Butrón fue particularmente talentoso en este objetivo. En sus escritos refuta categóricamente a los nominalistas, escotistas y tomistas. Sin embargo, según el estudio de Samuel Guerra, esto en lugar de corresponder a una virtud, lo que mostraba era la decadencia de la escolástica dieciochesca dentro de la Real Audiencia de Quito. No sería el caso de toda la escolástica ya que el influjo de nuevas ideas terminaría renovándola con los trabajos de Juan Bautista Aguirre, Juan de Hospital y Juan Magnin, especialmente ya que incluyeron observaciones empíricas y tomaron en cuenta el sistema filosófico cartesiano. Por su parte, Morán de Butrón en su estilo y contenido, a pesar de su gran talento, corresponde a una teología que mostraba signos de decadencia al no poder incorporar las nuevas ideas que se estaban desarrollando durante la ilustración en Ecuador.

### Pionero de las ciencias históricas
A pesar de que la ciudad de Guayaquil carecía de instituciones educativas, obligándose sus vecinos a tener que trasladarse a Lima o Quito para prepararse académicamente, aun así le permitió a la ciudad ostentar la primicia de tener entre sus hijos al pionero de las ciencias históricas, título que le fue asignado por los historiadores miembros del antiguo Centro de Investigaciones Históricas de Guayaquil. En lo que se discutía sobre el asunto en el primero de sus boletines, todos llegaron a la conclusión que sería Don Jacinto Moran de Butrón el iniciador de la historia patria. Obviamente hubo quienes se oponían a la designación de este título, especialmente de aquellos entendidos de la sierra —Quito— a quienes se les había consultado con anterioridad, lanzando a la palestra otros nombres que ellos consideraban anteriores, pero no fue suficiente para invalidar el título del guayaquileño, debido a que varias de esas obras que habían sido nombradas no se publicaron o permanecían perdidas a la fecha (1931) e incluso los temas tratados no eran del todo históricos. 

## Obras
Fue un escritor importante del fin del siglo XVII e inicios del siglo XVIII, sus obras incluyen tratados filosóficos con los que dictaba sus cursos de profesorado en la universidad, biografías e historia:
- Curso de Lógica, Física y Metafísica.
- Comentarios sobre los Ocho Libros de Física de Aristóteles.
- Vida de la Venerable Virgen Mariana de Jesús, en 5 tomos.[2]
- Compendio Histórico de la Provincia, Partidos, Ciudades, Astilleros, Ríos, y Puerto de Guayaquil en las Costas de la Mar del Sur. Obra sobre la cual hubo polémica respecto a la autoría ya que fue publicado bajo el nombre del entonces Presidente de la Real Audiencia Don Dionisio de Alcedo y Herrera.[9]